# Station Hemmoor
Station Hemmoor (Bahnhof Hemmoor) is een spoorwegstation in de Duitse plaats Hemmoor, in de deelstaat Nedersaksen. Het station ligt aan de spoorlijn Lehrte - Cuxhaven. Het station telt twee perronsporen. Op het station stoppen alleen treinen van metronom.

## Treinverbindingen
De volgende treinserie doet station Hemmoor aan:
| Serie | Treinsoort               | Route                                                                               | Bijzonderheden |
| ----- | ------------------------ | ----------------------------------------------------------------------------------- | -------------- |
| RE 5  | Regional-Express (Start) | Hamburg Hbf – Hamburg-Harburg – Buxtehude – Stade – Hemmoor – Otterndorf – Cuxhaven |                |